# Phare de New Dungeness
Le phare de New Dungeness est un phare situé sur le cordon littoral de Dungeness Spit (en) dans le Détroit de Juan de Fuca (Comté de Clallam), dans l'État de Washington aux États-Unis. C'est un phare en gestion associative.
Il est localisé dans le Dungeness National Wildlife Refuge (en), près de la ville de Sequim. Il est inscrit au Registre national des lieux historiques depuis le 30 novembre 1993 .

## Histoire
Le phare de New Dungeness a été allumé la première fois en 1857 et il était le deuxième phare établi dans l'état de Washington, après le phare du cap Disappointment 1856. À l'origine, la maison-phare était un duplex de 1½ étage avec une tour de 30 m qui s'élève du toit. La tour était peinte en noir sur la moitié supérieure et blanche sur la partie inférieure. Au fil du temps, la tour a développé des fissures structurelles, très probablement dues à la combinaison des tremblements de terre et de l'érosion météorologique. En 1927, les fissures dans la tour étaient si sévères qu'il y avait une crainte d'éboulement de la tour. Il a été décidé cette année-là que la tour soit abaissée à sa hauteur actuelle de 19 m. Avec les nouvelles dimensions de la tour, la lentille de Fresnel d'origine de 3e ordre était trop grande pour la tour. Afin de réduire les coûts, la lanterne déclassée du phare d'Admiralty Head a été placée au sommet de la tour plus courte, avec sa lentille de Fresnel rotative de 4e ordre.
Au milieu des années 1970, l'US Coast Guard a décidé d'enlever la lentille de Fresnel et de tester une balise 'DCB airport. La balise n'a duré que quelques années avant d'être remplacée par un gyrophare acrylique beaucoup plus petit offrant la même autonomie que le précédent, mais avec une ampoule de 150 watts au lieu de l'ampoule DCB de 1000 watts. En 1998, la Garde côtière l'a remplacé par une nouvelle balise tournante VRB-25 (en).
En 1994, le phare de Dungeness était l'un des rares phares aux États-Unis à avoir encore un gardien à temps plein. En mars 1994, le phare a été reconditionné pour devenir totalement automatique. En quelques mois, la United States Lighthouse Society a lancé la création d'une association et a réussi à obtenir un bail auprès de la Garde côtière. Depuis septembre 1994, des membres de la New Dungeness Light Station Association  gère la station et offre des visites guidées au public de 9 h à 17 h tous les jours.
Le phare émet, à une hauteur focale de 20 m, un éclat blanc toutes les 5 secondes. Sa portée est de 18 milles nautiques (environ 33 km).
Identifiant : ARLHS : USA-538 - Amirauté : G4772 - USCG : 6-16335 .

## caractéristique duFeu maritime
Fréquence : 5 secondes (W)
- Lumière : 0.5 seconde
- Obscurité : 4.5 secondes

|                              |
| Ancienne lentille de Fresnel |

|                |
| Dungeness Spit |

|                    |
| La station en 1944 |

### Lien connexe
- Liste des phares de l'État de Washington